# Ueze Zahran
Ueze Elias Zahran (Bela Vista, 15 de agosto de 1924 – São Paulo, 27 de dezembro de 2018) foi um empresário brasileiro, mais conhecido por fundar a Copagaz e a Rede Matogrossense de Comunicação.
Filho de imigrantes libaneses, desde muito cedo trabalhou no comércio da família, buscando oportunidades de negócios. Em 1950, já exportava café para a Argentina, capitalizando-se para seus futuros empreendimentos.
Em 1955, Ueze Zahran fundou a Copagaz, sua primeira grande empresa. Ele identificou o potencial do mercado de GLP em Mato Grosso do Sul, onde até então só se utilizava fogão a lenha. A Copagaz tarnar-se-ia uma das maiores distribuidoras de gás do país, com atuação em 17 estados e no Distrito Federal.
Na década de 1960, Zahran expandiu seus horizontes para a área de comunicação, fundando a Rede Matogrossense de Comunicação. Ele venceu a concorrência para canais de televisão no Mato Grosso do Sul e inaugurou a TV Morena em 1965, formando a rede que hoje integra rádio e internet.
Ao longo de sua carreira, Ueze Zahran diversificou seus investimentos, atuando em setores como indústria de óleo de soja, criação de cavalos puro-sangue árabe e produção de filmes. Demonstrou seu compromisso com a cultura brasileira ao patrocinar filmes nacionais e criar a Fundação Ueze Elias Zahran, que apoia projetos educacionais e culturais.
Recebeu diversos prêmios e honrarias, incluindo o título de Cidadão Paulistano e Guardião dos Objetivos de Desenvolvimento do Milênio.

### Homenagem
Em 2021, a Câmara dos Deputados aprovou projeto de lei que denominou o Aeroporto Internacional de Campo Grande como "Aeroporto Internacional Ueze Elias Zahran". 